# イルムガルト・ゼーフリート
イルムガルト・ゼーフリート（Irmgard Seefried、1919年10月9日 - 1988年11月24日）は、著名なドイツのソプラノ歌手。オペラ、リートを歌った。

## 経歴
マリア・テレジア・イルムガルト・ゼーフリートはドイツ国、バイエルン州ミンデルハイムの南南西およそ3キロに位置するケンゲトリートで、教養のあるオーストリア生まれの両親のもとに生まれた。アウクスブルク大学で学んだ後、アーヘンで、ヴェルディ『アイーダ』の女司祭役でデビューする。1940年のことだった。1942年には主役を演じるようになり、ウェーバーの『魔弾の射手』でアガーテ役を演じる。さらに翌1943年には、カール・ベーム指揮のワーグナー『ニュルンベルクのマイスタージンガー』でエーファ役（一部）を演じウィーン国立歌劇場でデビューする。この時以来、1976年に引退するまで、ゼーフリートとウィーン国立歌劇場管弦楽団は強い結びつきを保つことになる。
ゼーフリートは、1946年から1964年まで（途中1955年、1961年、1962年を除く）、毎年ザルツブルク音楽祭に出演、オペラ（『フィガロの結婚』のスザンナ役、『コジ・ファン・トゥッテ』のフィオルディリージ役、『ドン・ジョヴァンニ』のツェルリーナ役、『魔笛』のパミーナ役、『フィデリオ』のマルツェリーネ役、『ナクソス島のアリアドネ』のオペラの作曲家役など）、コンサート、独唱会で歌ってきた。
1947年から1949年にかけては、ロンドン、コヴェント・ガーデンのロイヤル・オペラ・ハウスに出演、またミラノのスカラ座やエディンバラ・フェスティバルなどにも出演している。ニューヨーク、メトロポリタン・オペラには1953年11月にデビューしている。『フィガロの結婚』のスザンナ役だったが、メトロポリタンに出演したのは1953年から1954年にかけてのこの1シーズンだけだった。スザンナ役で5公演に出演している。
第二次世界大戦後、すぐに現われた傑出した歌手の一人だったが、ゼーフリートはモーツァルトとリヒャルト・シュトラウスの役でよく知られている。しかし、他の作曲家のオペラでも歌っている。プッチーニ『蝶々夫人』の題名役、[[アルバン・ベルクベ
ルク]]『ヴォツェック』のマリー役、『マイスタージンガー』のエーファ役、プーランク『カルメル派修道女の対話』のブランシュ・ド・ラ・フォルス役、そしてヤナーチェク『カーチャ・カバノヴァー』の題名役などである。
ゼーフリートはリート歌手としても著名であり、ザルツブルク音楽祭での独唱会の録音が多数残されている。また、バッハ、モーツァルト、ハイドン（少なくとも『天地創造』の大天使ガブリエルの異なる解釈4つを含む）、ブラームス、フォーレ、ベートーヴェン、ドヴォルザーク、ストラヴィンスキーといった作曲家のオラトリオや宗教曲も多くの録音を残している。
ゼーフリートはハイ・ソプラノではあったが、『ナクソス島のアリアドネ』の作曲家や『ばらの騎士』のオクタヴィアンなどといった男役でも録音を残している。こうした役は普通、より重い声の歌手が歌うことが多く、今日では普通はメゾソプラノの歌手が歌っている。
エリーザベト・シュヴァルツコップとはたびだひ共演しており、シュヴァルツコップはインタヴューで「ゼーフリートは自然に、頑張ることなく、自分も含め他の歌手たちがやっていることをなんなくやってのけた」と語っている。
EMIから発売されている、シュヴァルツコップ、ゼーフリート、ディートリヒ・フィッシャー＝ディースカウの歌唱を収めたDVDで、R・シュトラウスとマーラーの歌唱を見ることができる。
オーストリア人のヴァイオリニスト、ヴォルフガング・シュナイダーハンと1948年に結婚、生涯を共に過ごした。2人の間には3人の娘がおり、その中の一人は女優モナ・ゼーフリート（1957年生まれ）である。
引退後はウィーン・ジングアカデミーとザルツブルク・モーツァルテウム大学で学生たちを教えた。1988年、69歳でウィーンで亡くなった。